# Sówka (Srokowo)
Sówka (deutsch Eulenhof) ist ein kleiner Ort in der polnischen Woiwodschaft Ermland-Masuren und gehört zur Gmina Srokowo (Landgemeinde Drengfurth) im Powiat Kętrzyński (Kreis Rastenburg).

## Geographische Lage
Sówka liegt in der nördlichen Mitte der Woiwodschaft Ermland-Masuren, 21 Kilometer nordöstlich der Kreisstadt Kętrzyn (deutsch Rastenburg).

## Geschichte
Eulenhof bestand ursprünglich lediglich aus einem kleinen Gehöft. Bis 1945 war es ein Wohnplatz innerhalb der Stadt Drengfurth (polnisch Srokowo) im ostpreußischen Kreis Rastenburg. Im Jahre 1905 zählte Eulenhof sieben Einwohner in einer Wohnstätte.
In Kriegsfolge kam Eulenhof 1945 mit dem gesamten südlichen Ostpreußen zu Polen und erhielt die polnische Namensform „Sówka“. Heute ist der Ort „część wsi Wysoka Góra“ (= ein „Teil des Dorfes Wysoka Góra“) innerhalb der Landgemeinde Srokowo (Drengfurth) im Powiat Kętrzyński (Kreis Rastenburg), bis 1998 der Woiwodschaft Olsztyn, seither der Woiwodschaft Ermland-Masuren zugehörig.

## Kirche
Eulenhof war bis 1945 in die evangelische Pfarrkirche Drengfurth in der Kirchenprovinz Ostpreußen der Kirche der Altpreußischen Union sowie in die katholische St.-Katharinen-Kirche Rastenburg im damaligen Bistum Ermland eingepfarrt. Heute gehört Sówka zur katholischen Heiligkreuzkirche Srokowo im jetzigen Erzbistum Ermland, außerdem zur evangelischen Kirche Srokowo, einer Filialkirche der Johanneskirche Kętrzyn in der Diözese Masuren der Evangelisch-Augsburgischen Kirche in Polen.

## Verkehr
Sówka ist von der Woiwodschaftsstraße 650 sowohl von Srokowo (Drengfurth) als auch von Wilcze (Waldhaus Drengfurth) aus erreichbar. Eine Anbindung an den Bahnverkehr besteht nicht.